# Michael Lang
Michael Lang, född 11 december 1944 i Brooklyn, New York, död 8 januari 2022 i New York, var en amerikansk konsertarrangör och musikproducent. Han är mest känd för att ha varit en av arrangörerna av Woodstockfestivalen 1969.